# Judge Advocate General’s Corps
Das Judge Advocate General’s Corps (JAG Corps, JAGC) ist die oberste Justizinstanz der Streitkräfte der Vereinigten Staaten. Der Judge Advocate General, ein Lieutenant General oder Vice Admiral, ist der Vorsteher dieser Behörde. Es existieren vier voneinander unabhängige Behörden: das United States Air Force Judge Advocate General’s Corps, das United States Army Judge Advocate General’s Corps wie das United States Navy Judge Advocate General’s Corps, welches für die United States Navy und das United States Marine Corps zuständig ist. Darüber hinaus existiert noch ein United States Coast Guard Legal Program.
Die Behörden gründen sich auf die Militärgerichtsbarkeit der US-Streitkräfte. Auf Grundlage der Verfassung der Vereinigten Staaten und insbesondere des allgemeinen Wehrstrafrechts Uniform Code of Military Justice (UCMJ) wird eine dem Militär innewohnende Justiz ausgeübt. Dieser Gerichtsbarkeit unterstehen alle Angehörigen der US-Streitkräfte, zivile Angestellte und Angehörige der United States Coast Guard.
Für die Durchführung der Prozesse bildet zum einen das manual for courts-martial, das die Prozessordnung darstellt, und zum anderen die military rules of evidence als Beweisführungsreglement die Grundlage. Angehörige des JAG Corps werden für Ermittlungen, die Besetzung der Richterbank, die Verteidigung und die Anklage eingesetzt. Für die Strafverfolgung sind allerdings andere Behörden wie der Naval Criminal Investigative Service (NCIS) der United States Navy oder die Criminal Investigation Division (CID) der United States Army zuständig.

## Judge Advocate
Laut UCMJ-Artikel 2 Abs. 13 bezeichnet Judge Advocate (A) einen Offizier des Judge Advocate General’s Corps der United States Army oder Navy, (B) einen Offizier der United States Air Force oder des United States Marine Corps, der als Jurist bezeichnet wird, oder (C) einen Offizier der United States Coast Guard, der als Rechtsexperte bezeichnet wird.

## Juristische Zuständigkeit des UCMJ
Neben wehrspezifischen Straftaten wie Fahnenflucht, die in Kriegszeiten die Todesstrafe nach sich ziehen, und „unwürdiges Verhalten von Offizieren und Gentlemen“ verhandeln US-amerikanische Militärgerichte auch – oft in Konkurrenz zur zivilen Gerichtsbarkeit – alle anderen Straftatbestände, weil zu den Freiheits-, Geld- und Auflagenstrafen ziviler Gerichte hier noch spezielle Ehrenstrafen hinzukommen.

## United States Army

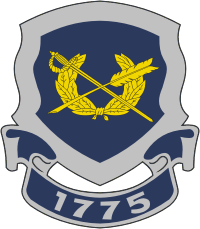
Wappen des JAG Corps der United States Army

### Geschichte
Das JAG Corps der United States Army besteht aus Offizieren, die als Militärjuristen Dienst leisten, Warrant Officers und Unteroffizieren, die als Anwaltsgehilfen tätig sind, Mannschaftsdienstgraden und zivilen Angestellten. Der Judge Advocate General der United States Army ist ein Lieutenant General. Dieser ist einer der wenigen Posten der United States Army, der ausschließlich auf Empfehlung des US-Senats vom Präsidenten für vier Jahre berufen werden kann.
Der erste JAG der United States Army war William Tudor, der im Jahr 1775 von George Washington berufen wurde. Lieutenant General Flora D. Darpino wurde im September 2013 zur 39. JAG ernannt; sie war die erste Frau in diesem Amt. Mit der Ernennung von Tudor feiert das JAG Corps der United States Army seinen Geburtstag und ist damit die älteste der vier Militärjustizbehörden.
Die Judge Advocate General’s Legal Center and School befindet sich auf dem Gelände der University of Virginia in Charlottesville. Da das Juristische Zentrum zur University of Virginia School of Law gehört, hat es vom Kongress das Recht erhalten, Master-Abschlüsse in Rechtswissenschaft zu verleihen. Judge Advocates aller fünf US-Teilstreitkräfte inklusive der United States Coast Guard und internationale Studenten besuchen den jährlich stattfindenden Graduiertenkurs, in dem der Master-of-Laws-Abschluss verliehen wird. Das Juristische Zentrum bildet auch neue Militäranwälte aus, stellt die Weiterbildung von bereits graduierten Militärjuristen sicher und bildet Unteroffiziere als Anwaltsgehilfen und Gerichtsdiener aus.
Der Vorgänger dieses Zentrums, die Judge Advocate General’s School, wurde im Zweiten Weltkrieg an der University of Michigan gegründet. Sie wurde etabliert um neue Militärjuristen auszubilden, da die Rechtsabteilung der United States Army schnell expandierte. Sie wurde kurzzeitig aufgelöst und dann nach einer kurzen Zeit im Fort Myer (Washington, D.C.) an der University of Virginia im Jahr 1951 neu gegründet.
Heute versehen etwa 1600 Judge Advocates, davon 300 Frauen, ihren Dienst im JAG Corps der United States Army. Des Weiteren beschäftigt die United States Army in ihrem zivilen Anwaltsprogramm („civilian attorney program“) ca. 400 Anwälte.

### Liste der JAG der United States Army

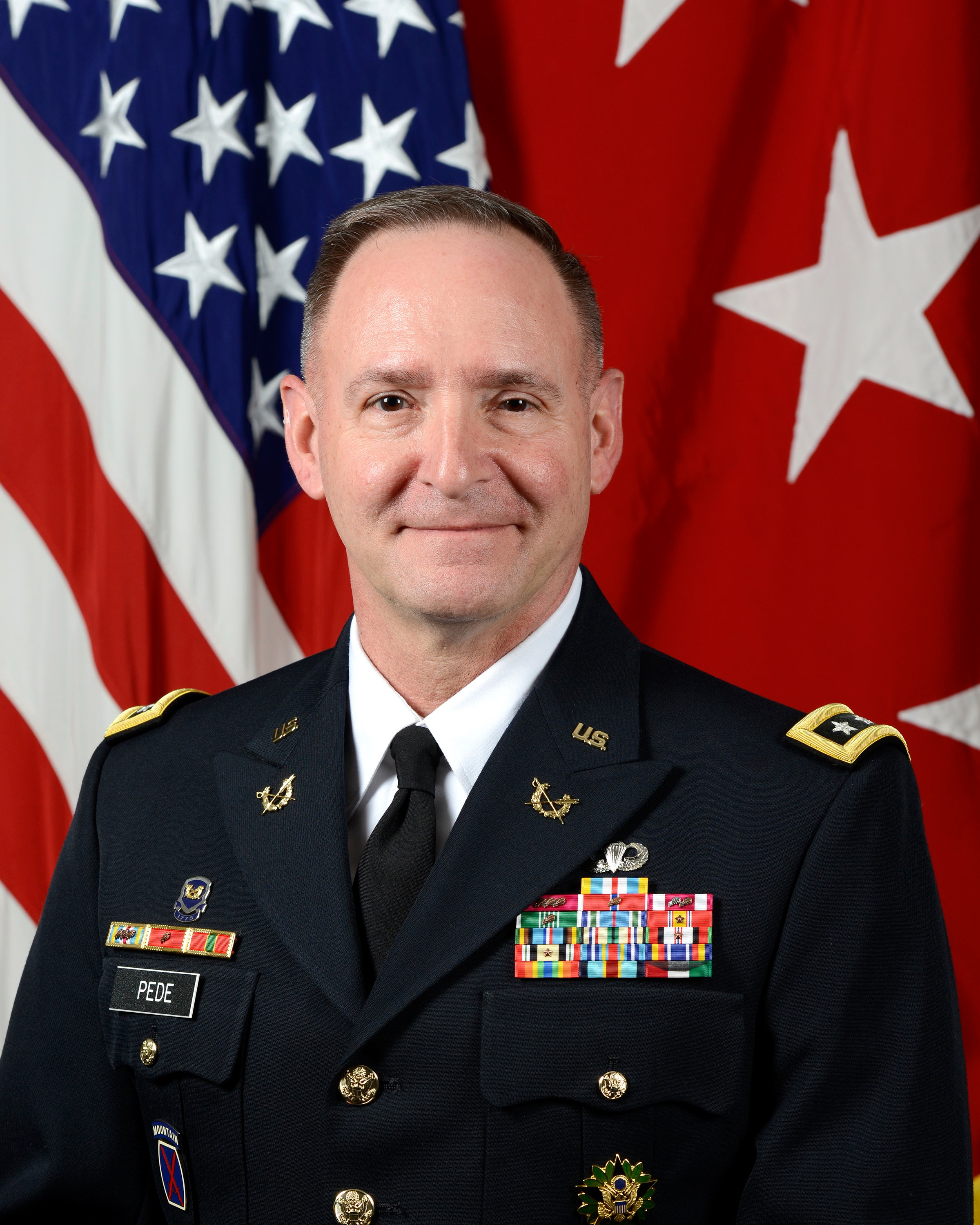
LTG Charles N. Pede

| Name                                              | Beginn der Berufung | Ende der Berufung |
| ------------------------------------------------- | ------------------- | ----------------- |
| Lieutenant General Joseph B. Berger III           | 15. Juli 2024       |                   |
| Lieutenant General Stuart W. Risch                | 12. Juli 2021       | 15. Juli 2024     |
| Lieutenant General Charles N. Pede                | 14. Juli 2017       | 09. Juli 2021     |
| Lieutenant General Flora D. Darpino               | 3. September 2013   | 14. Juli 2017     |
| Lieutenant General Dana K. Chipman                | 2. Oktober 2009     | 2013              |
| Major General / Lieutenant General Scott C. Black | 2005                | 2009              |
| MG Thomas J. Romig                                | 2001                | 2005              |
| MG Walter B. Huffman                              | 1997                | 2001              |
| MG Michael J. Nardotti, Jr.                       | 1993                | 1997              |
| MG John Fugh                                      | 1991                | 1993              |
| MG Hugh R. Overholt                               | 1985                | 1989              |
| MG Hugh J. Clausen                                | 1981                | 1985              |
| MG Alton H. Harvey                                | 1979                | 1981              |
| MG Wilton B. Persons, Jr.                         | 1975                | 1979              |
| MG George S. Prugh                                | 1971                | 1975              |
| MG Kenneth J. Hodson                              | 1967                | 1971              |
| MG Robert H. McCaw                                | 1964                | 1967              |
| MG Charles L. Decker                              | 1961                | 1963              |
| MG George W. Hickman, Jr.                         | 1957                | 1963              |
| MG Eugene M. Caffrey                              | 1954                | 1957              |
| MG Ernest M. Brannon                              | 1950                | 1954              |
| MG Thomas H. Green                                | 1945                | 1949              |
| MG Myron C. Cramer                                | 1941                | 1945              |
| MG Allen W. Gullion                               | 1937                | 1941              |
| MG Arthur W. Brown                                | 1933                | 1937              |
| MG Blanton Winship                                | 1931                | 1933              |
| MG Edward A. Krieger                              | 1928                | 1931              |
| MG John A. Hull                                   | 1924                | 1928              |
| MG Walter A. Bethel                               | 1923                | 1924              |
| MG Enoch Crowder                                  | 1911                | 1923              |
| MG George B. Davis                                | 1901                | 1911              |
| Brigadier General John W. Clouse                  | 1901                | 1901              |
| BG Thomas F. Farr                                 | 1901                | 1901              |
| BG Guido Norman Lieber                            | 1895                | 1901              |
| BG David G. Swaim                                 | 1881                | 1894              |
| BG William McKee Dunn                             | 1875                | 1881              |
| Brevet Major General Joseph Holt                  | 1862                | 1875              |
| Brevet Major John F. Lee                          | 1849                | 1862              |
| Captain Campbell Smith                            | 1794                | 1802              |
| Colonel Thomas Edwards                            | 1782                | 1783              |
| Colonel John Laurance                             | 1777                | 1782              |
| Lieutenant Colonel William Tudor                  | 1775                | 1777              |

## United States Air Force

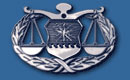
Abzeichen des United States Air Force JAGC

Der JAG der United States Air Force (USAF) ist der ranghöchste Jurist der USAF und kommandiert weltweit 1300 USAF-Militärjuristen („judge advocates“), 300 zivile Anwälte, 1000 Unteroffiziere (Anwaltsgehilfen) und 600 zivile Angestellte. Das JAGC ist verantwortlich für rechtliche Beratung und Unterstützung des Chief of Staff of the Air Force (CSAF), seines Stabes und der Kommandeure der USAF.

### Geschichte
Im September 1947 wurde die United States Air Force von der United States Army getrennt und zu einer eigenen Teilstreitkraft gemacht. Ein Jahr später, im Juni 1948, schuf der Kongress das Büro des „Judge Advocate General in the United States Air Force“. Im Jahr 1949 setzte der CSAF 205 Anwälte als Judge Advocates ein. Damit gab es drei Monate vor einem JAG bereits die Judge Advocates im neu gegründeten „Judge Advocate General’s Department“. Wiederum ein Jahr später (1950) wurde die Behörde direkt dem CSAF unterstellt. Der erste JAG der United States Air Force, MajGen. Reginald C. Harmon glaubte, dass es für den JAG wichtig wäre, Teil einer eingebundenen Abteilung zu sein. Daher wurde das Konzept einer unabhängigen Stabsabteilung („corps“) verworfen. Im Jahr 2003 wurde die Abteilung auf Befehl des Secretary of the Air Force James Roche umbenannt in „Judge Advocate General’s Corps“.
Im Dezember 2004 wurde der United States Air Force JAG Thomas Fiscus nach Artikel 15 UCMJ (unwürdiges Verhalten für einen Offizier und Behinderung der Justiz in verschiedenen Fällen von unprofessionellen sexuellen Verhältnissen mit Untergebenen) disziplinarisch belangt. Bei seiner Entlassung wurde Fiscus um zwei Ränge zum Colonel degradiert. Anschließend versah der Deputy Judge Advocate General (Stellvertreter) Lieutenant General Jack L. Rives den Dienst zunächst als amtierender JAG und seit Februar 2006 als vollwertiger JAG. Während seiner Amtszeit wurde das Amt durch seine Beförderung zum Lieutenant General aufgewertet. Rives Nachfolger ist seit 2010 Lieutenant-General Richard C. Harding.

### Liste der JAG der United States Air Force
- Major General Reginald C. Harmon (1948–1960)
- Major General Albert M. Kuhfeld (1960–1964)
- Major General Robert W. Manns (1964–1969)
- Major General James S. Cheney (1970–1973)
- Major General Harold R. Vague (1973–1977)
- Major General Walter D. Reed (1977–1980)
- Major General Thomas B. Bruton (1980–1985)
- Major General Robert W. Norris (1985–1988)
- Major General Keithe E. Nelson (1988–1991)
- Major General David C. Morehouse (1991–1993)
- Major General Nolan Sklute (1993–1996)
- Major General Bryan G. Hawley (1996–1999)
- Major General William A. Moorman (1999–2002)
- Major General Thomas J. Fiscus (2002–2004)
- Major General/Lieutenant General Jack L. Rives (2006–2010)
- Lieutenant General Richard C. Harding (Februar 2010 bis Januar 2014)
- Lieutenant General Christopher F. Burne (seit Mai 2014)

## United States Navy

JAG Corps Emblem der United States Navy
„mill-rinde“

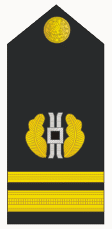
Schulterklappe eines Lieutenant j.G., der als Jurist tätig ist

### Geschichte
Während des Sezessionskriegs setzte der Marineminister (Secretary of the Navy (SECNAV)) Gideon Welles einen jungen Anwalt für die Zwecke der United States Navy vor einem Gericht ein. Ohne jegliche gesetzliche Autorität gab Welles ihm den Titel „Anwalt des Marineministeriums“ (Solicitor of the Navy Department). So wurde Wilson der erste Rechtsberater der United States Navy.
In einem Beschluss vom 2. März 1865 autorisierte der Kongress den Präsidenten „mit der Empfehlung und der Zustimmung des Senats einen Offizier des Marineministeriums als Solicitor and Naval Judge Advocate General einzusetzen“. 1870 wurde dieser Posten umbenannt in Marine-Jurist (Naval Solicitor) und in das Justizministerium der Vereinigten Staaten eingegliedert.
Acht Jahre später (1878) überzeugte Marines Colonel William Butler Remey den Kongress, dass die United States Navy einen ständigen Judge Advocate General sowie seinen Stab und das neue Marinerecht brauche. Dies wurde im Jahr 1880 per Gesetz festgelegt. Den Posten des JAG sollte von nun an ein Offizier der United States Navy oder des United States Marine Corps übernehmen. Folglich waren auch beide Teilstreitkräfte im später wachsenden JAG Corps vertreten. 1967 geriet man zu der Überzeugung, ein komplett eigenständiges Korps, im Sinne einer Stabsstelle, von Juristen zu benötigen. In diesem Jahr wurde das Judge Advocate General’s Corps der United States Navy gegründet.
Ein Beschluss von 1918 sah vor, dass der Posten des JAG mit einem Rear Admiral (upper half) besetzt werden sollte. Im Juli desselben Jahres wurde Captain George Ramsey Clark der erste JAG, der den Rang eines Rear Admiral trug.
Im Jahr 1947 wurde ein Spezialprogramm für Recht geschaffen, das die Ausbildung von Juristen innerhalb der United States Navy ermöglichte. Im Jahr 1959 entschied der US-Kongress, dass der JAG ein Jurist sein muss. Dies erforderte mithin, dass er Mitglied der Anwaltskammer mit nicht weniger als acht Dienstjahren als Anwalt und Offizier sein musste. Dieser Beschluss setzte auch das erste Uniform Code of Military Justice in Kraft.
Nachdem die United States Navy bis 1967 zwanzig Jahre Erfahrungen mit dem „Spezialprogramm für Recht“ gesammelt hatte, kam man zu der Überzeugung, dass eine separate Stabsabteilung (corps) von Anwälten nötig war. Deshalb entschied der US-Kongress, dass ein JAG Corps innerhalb des Marineministeriums (Department of the Navy) geschaffen werden muss. Daher unterzeichnete Präsident Lyndon B. Johnson am 8. Dezember 1967 ein Gesetz, das den Anwälten der United States Navy einen Status als Mitglieder eines eigenständigen Berufsfeldes, ähnlich Ärzten und Priestern, zuerkannte.
Heute kommandiert der JAG eine weltweit agierende Behörde mit mehr als 730 Militärjuristen (judge advocates), 30 Offizieren, die auf Recht spezialisiert sind, 630 Unteroffizieren und nahezu 275 zivilen Angestellten. Das JAG Corps unterstützt den Secretary of the Navy in Rechtsfragen und allen anderen juristischen Angelegenheiten.
Wie andere Gerichtsbarkeiten auch hatte das JAGC in seiner Geschichte kontroverse Fälle zu verhandeln, deren Ergebnisse oft im Anschluss kritisiert wurden. Insgesamt genießt es aber zumindest innerhalb der Vereinigten Staaten einen guten Ruf und wird als fair sowie generell unabhängig gesehen.
Das Hauptquartier des JAGC befindet sich südöstlich der US-Hauptstadt Washington D.C., am Westufer des Anacostia River auf der historischen Washington Navy Yard. Ein Büro in Falls Church, wie es in der TV-Serie zu sehen ist, existiert nicht.

### Liste der JAG der United States Navy

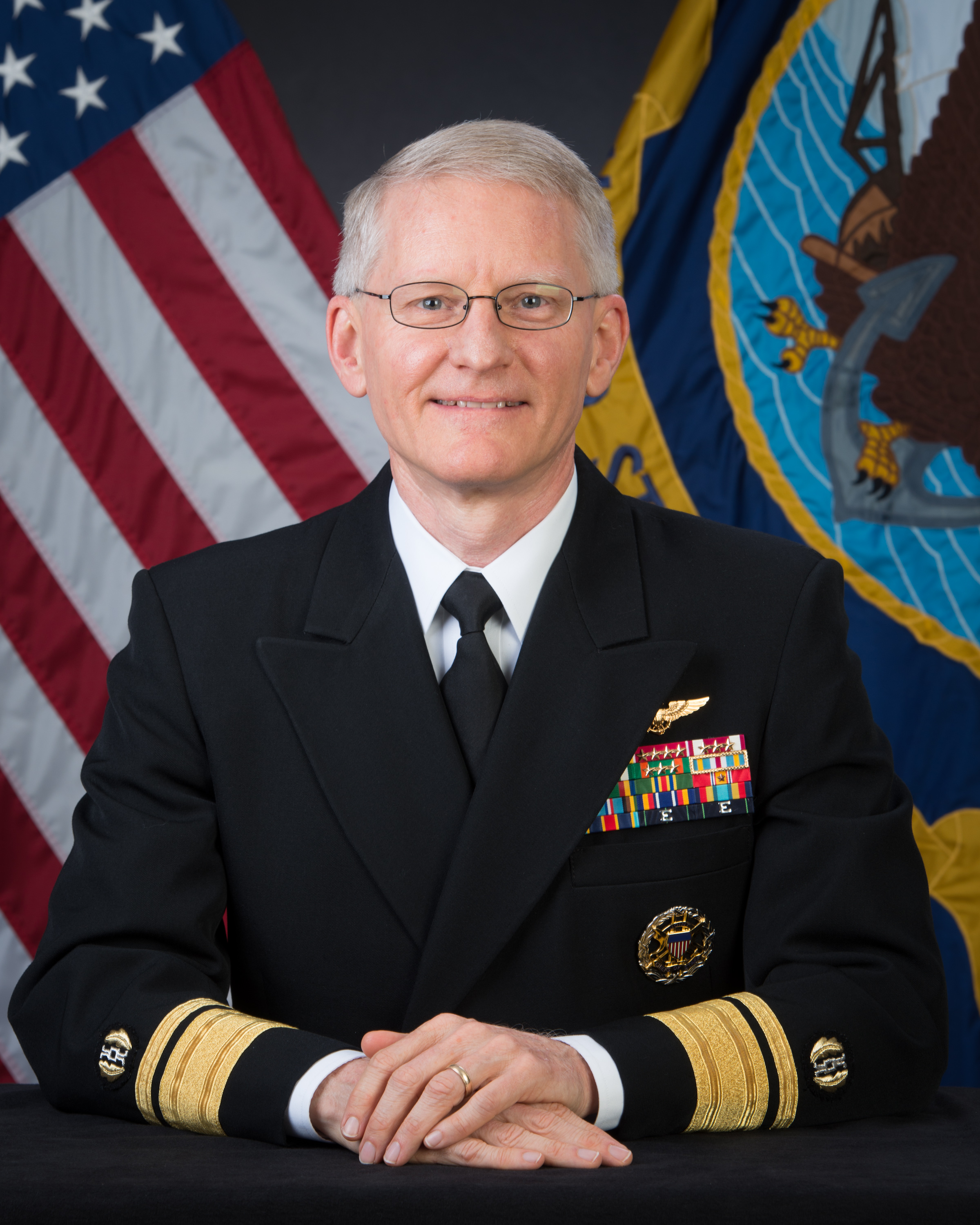
VADM John G. Hannink

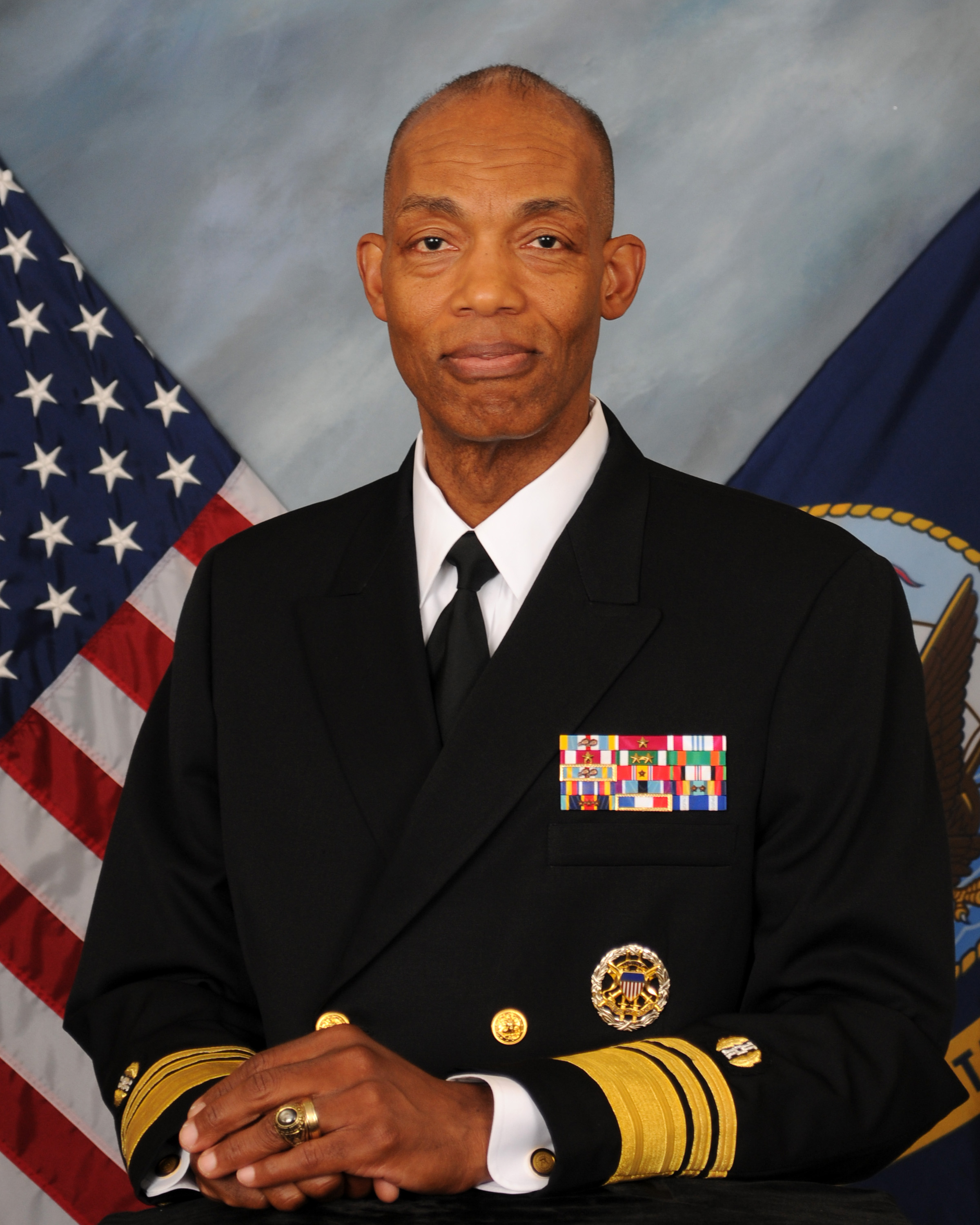
VADM James W Crawford III

| Name                                         | Beginn der Berufung | Ende der Berufung |
| -------------------------------------------- | ------------------- | ----------------- |
| Vice Admiral Darse Earle Crandall            | 2021                |                   |
| Vice Admiral John G. Hannink                 | 2018                | 2021              |
| Vice Admiral James W. Crawford III           | 26. Juni 2015       | 2018              |
| Vice Admiral Nanette M. DeRenzi              | 2012                | 26. Juni 2015     |
| Vice Admiral James W. Houck                  | 2009                | 2012              |
| Rear Admiral/Vice Admiral Bruce E. MacDonald | 2006                | 14. August 2009   |
| RADM James E. McPherson                      | 2004                | 2006              |
| RADM Michael F. Lohr                         | 2002                | 2004              |
| RADM Donald J. Guter                         | 2000                | 2002              |
| RADM John Hutson                             | 1997                | 2000              |
| RADM Harold Eric Grant                       | 1993                | 1997              |
| RADM William Leon Schachte, Jr.              | 1992                | 1993              |
| RADM John E. Gordon                          | 1990                | 1992              |
| RADM Everett Don Stumbaugh                   | 1988                | 1990              |
| RADM Hugh Don Campbell                       | 1986                | 1988              |
| RADM Thomas Edward Flynn                     | 1984                | 1986              |
| RADM James Joseph McHugh                     | 1982                | 1984              |
| RADM John Smith Jenkins                      | 1980                | 1982              |
| RADM Charles Eager McDowell                  | 1978                | 1980              |
| RADM William Owen Miller                     | 1976                | 1978              |
| RADM Horace Bascomb Robertson, Jr.           | 1975                | 1976              |
| RADM Merlin Howard Staring                   | 1972                | 1975              |
| RADM Joseph Bryant McDevitt                  | 1968                | 1972              |
| RADM Wilfred Asquith Hearn                   | 1964                | 1968              |
| RADM William Chamberlain Mott                | 1960                | 1964              |
| RADM Chester Charles Ward                    | 1956                | 1960              |
| RADM Ira Hudson Nunn                         | 1952                | 1956              |
| RADM George Lucius Russell                   | 1948                | 1952              |
| RADM Oswald Symister Colclough               | 1945                | 1948              |
| RADM Thomas Leigh Gatch                      | 1943                | 1945              |
| RADM Walter Browne Woodson                   | 1938                | 1943              |
| RADM Gilbert Jonathan Rowcliff               | 1936                | 1938              |
| RADM Claude Charles Block                    | 1934                | 1936              |
| RADM Orin G. Murfin                          | 1931                | 1934              |
| RADM David F. Sellers                        | 1929                | 1931              |
| RADM Edward Hale Campbell                    | 1925                | 1929              |
| RADM Julian Lane Latimer                     | 1921                | 1925              |
| RADM George Ramsey Clark                     | 1918                | 1921              |
| Captain William Carleton Watts               | 1917                | 1918              |
| Capt. Ridley McLean                          | 1913                | 1916              |
| Capt. Robert Lee Rusell                      | 1909                | 1913              |
| Capt. Edward Hale Campbell                   | 1907                | 1909              |
| Capt. Samuel Willauer Black Diehl            | 1904                | 1907              |
| Capt. Samuel Conrad Lemly                    | 1892                | 1904              |
| Colonel William Butler Remey                 | 1880                | 1892              |

### United States Marine Corps Judge Advocate Division
Die Judge Advocate Division des United States Marine Corps (USMC) ist die Justizabteilung der US-Marineinfanterie und untersteht aufgrund der Zugehörigkeit des USMC zum Department of the Navy dem JAG der United States Navy. Kommandeur der Abteilung ist der Staff Judge Advocate (SJA) to the Commandant of the Marine Corps (CMC).
Militärjuristen, judge advocates genannt, arbeiten im USMC unter dem Kommando des SJA to the CMC und beraten in ihrer Funktion Kommandeure der Marines in Rechtsfragen, wie dem Kriegsrecht und nehmen als Verteidiger bzw. Ankläger an Militärgerichtsverhandlungen teil. Im Gegensatz zu ihren Kollegen der United States Navy sind die Juristen des USMC line officers, d. h., dass sie keine gesonderten Stabsoffiziere mit beschränktem Spezialgebiet sind, sondern dass sie jede Dienststellung eines Marines in der Fleet Marine Force ausfüllen können, so z. B. auch das Kommando einer Kampfeinheit.
Die angehenden Militärjuristen des USMC absolvieren die normale Grundausbildung, sowie einen sechsmonatigen Kurs an der Basic School (TBS). Dabei werden sie in Menschenführung ausgebildet und auf die Aufgaben eines Offiziers in regulären Verwendungen, wie der eines Zugführers eines Platoons, vorbereitet. Nach dem Abschluss von TBS setzen sie ihre Ausbildung an der Naval Justice School (NJS) fort, wo ihnen Grundzüge der Militärgerichtsbarkeit, Zivil- und Verwaltungsrecht, sowie dienstliche Prozeduren vermittelt werden. Beim Abschluss der NJS erhalten die Marines die Verwendungsbezeichnung Judge Advocate (MOS 4402) und beginnen ihre Tour of Duty in der Fleet Marine Force.
Dem Hauptquartier der Judge Advocate Division im Hauptquartier des United States Marine Corps sind folgende Abteilungen unterstellt:
- Staff Judge Advocate to the Commandant of the Marine Corps
  - Information, Plans and Programs (JAI)
  - Legal Assistance (JAL)
  - Military Law (JAM)
  - International and Operational Law (JAO)
  - Research and Civil Law (JAR)
  - Judge Advocate Support (JAS)
  - Chief Defense Counsel of the Marine Corps (CDC)

### Liste der SJA des CMC
| Name                              | Beginn der Berufung | Ende der Berufung |
| --------------------------------- | ------------------- | ----------------- |
| Major General Vaughn A. Ary       | seit 2009           | ---               |
| Brigadier General James C. Walker | 2006                | 2009              |
| BGen Kevin M. Sandkuhler          | 2001                | 2006              |
| BGen Joseph Composto              | 1999                | 2001              |
| BGen Theodore G. Hess             | 1996                | 1999              |
| BGen Michael C. Wholley           | 1993                | 1996              |
| BGen Gerald L. Miller             | 1990                | 1993              |
| BGen Michael E. Rich              | 1988                | 1990              |
| BGen David M. Brahms              | 1985                | 1988              |
| BGen Walter J. Donovan            | 1983                | 1985              |
| BGen William H. J. Tiernan        | 1980                | 1983              |
| BGen James P. King                | 1978                | 1980              |
| BGen Robert J. Chadwick           | 1976                | 1978              |
| BGen John R. De Barr              | 1973                | 1976              |
| BGen Clyde R. Mann                | 1971                | 1973              |
| BGen Duane L. Faw                 | 1969                | 1971              |
| Colonel Marion G. Truesdale       | 1968                | 1969              |
| Colonel Charles B. Sevier         | 1966                | 1968              |

## United States Coast Guard

Logo des JAG Corps der United States Coast Guard

### Geschichte
Der heutige JAG der United States Coast Guard (U.S. Coast Guard Legal Division) und das Rechtsprogramm (legal program) entstanden als eine Abteilung des Büros für Operationen. Als am 28. Januar 1915 die USCG gegründet wurde, übernahm diese Abteilung die Neustrukturierung der Gerichte der Küstenwache um die militärische Ordnung zu sichern. Edward P. Harrington diente als erster Kommandeur dieser militärischen Disziplinarabteilung und hatte den Titel des leitenden juristischen Offiziers („chief legal officer“) inne.
Ein Steuerbeschluss von 1934 gliederte alle juristischen Aufgaben und Dienste dem im Finanzministerium der Vereinigten Staaten („Department of the Treasury“) neu geschaffenen „Büro des Generalanwalts des Finanzministeriums“ ein. Als Folge dieser Umstrukturierung wurde eine Juristische Division geschaffen und dem Hauptquartier der USCG eingeordnet. Der Kommandeur dieser Division war von da an der Leitende Jurist. Die Juristische Division war Teil des Kommandostabs der Küstenwache und der Leitende Jurist diente unter dem direkten Kommando des Stellvertretenden Kommandanten der USCG. Als Harrington im Jahr 1931 in den Ruhestand ging, wurde Joseph P. Tanney sein Nachfolger und wurde damit erster Leitender Jurist. Derzeitiger Amtsinhaber ist Konteradmiral Frederick J. Kenney, Judge Advocate General and Chief Counsel of the United States Coast Guard.

## Mediale Rezeption
Die von 1995 bis 2005 produzierte US-amerikanische Fernsehserie JAG – Im Auftrag der Ehre, die auf die Arbeit von Marinemilitäranwälten Bezug nimmt, wurde auch im deutschsprachigen Fernsehprogramm ausgestrahlt.